# Каспля-2
 Ка́спля-2 — село в Смоленском районе Смоленской области России. Входит в состав Касплянского сельского поселения.
Расположено в западной части области в 33 км к северо-западу от Смоленска на автодороге Р133 Смоленск — Невель, по обоим берегам реки Каспля. Река делит поселение на две части Каспля-1 и Каспля-2.
Население — 736 жителей (2010 год).

## История
Впервые упоминается в уставной грамоте князя Ростислава Мстиславича. Несколько раз встречается в различных древних документах, как волостной центр. В начале XVII века воеводой М. Б. Шеиным были отстроены земляные укрепления для отражения набегов Польских королей. В 1775 году при утверждении Смоленского наместничества Каспля была сделана уездным городом, но уже в 1777 году центр уезда был перенесён в Духовщину, Каспля — центр волости Поречского уезда. В середине XIX века в Каспле 40 дворов, 460 жителей, владельческое село. В 1927—1928 годах в составе Смоленского уезда, 1929—1961 — центр Касплянского района, с 1961 года в Смоленском районе.
Летом 1942 года на дороге «Каспля — Смоленск» была подорвана машина немецкого военного коменданта. К месту происшествия немедленно бросился начальник окружной полиции Дмитрий Космович. Начальник касплянской полиции Сергей Сетькин показал во время судебного процесса в 1975 году:
В село Каспля на легковой машине приехал начальник окружной полиции Космович и предложил мне собрать всех коммунистов и евреев. Арестованных мы привели в дома бывшей больницы, где сначала зарегистрировали, а затем взяли под охрану. Всего я сам и мои подчиненные арестовали по заранее подготовленному списку более 150 человек.
 Во время уничтожения мирных жителей, которые произошло 1 июля 1942 на Кукиной горе, Космович не только наблюдал за ходом экзекуции, но и руководил ею и «при расстреле нескольких групп применил оружие лично». Стариков и детей бросали в яму живьем и закапывали. Всего были убиты 158 человек.

## Экономика
Радиорелейная станция, АЗС, пекарня, филиал «Росгосстрах-Смоленск», «Нива» ТОО «Смоленскагроздравница», профессиональное училище, школа-интернат, средняя школа, основная школа, детский сад, музыкальная школа, дом культуры, амбулатория, аптека, больница, ветлечебница, кинотеатр, библиотека, детская библиотека, отделение связи, сбербанк, кафе, столовая.

## Достопримечательности
- Скульптура на братской могиле 628 советских воинов, погибших в 1941—1948 гг.
- Обелиск на братской могиле 157 жертв фашизма, расстрелянных 1 июля 1942 г. у Кукиной горы.
- Школа, в которой учился партизан Герой Советского Союза В. Т. Куриленко.
- Стоянки эпохи неолита на левом берегу реки Каспля у её истока из озера Каспля.
- церковь Казанской иконы Богоматери. Построена в 1905-14 гг. по проекту архитектора Е. Ф. Лыщинского в русском стиле.[2]
- Городище днепро-двинских племён 1-го тысячелетия до н. э. на правом берегу реки Каспля.
- Селище III—VII вв. н. э. на правом берегу реки Каспля.